# علی‌آباد زاهد محمود
علی‌آباد زاهد محمود، روستایی در دهستان حومه بخش مرکزی شهرستان لارستان در استان فارس ایران است.

## جمعیت
بر پایه سرشماری عمومی نفوس و مسکن در سال ۱۳۹۵، جمعیت این روستا برابر با ۲۷۲ نفر (۷۳ خانوار) بوده است.